# انفجار ترکیبی
انفجار ترکیبی (انگلیسی: Combinatorial explosion) در ریاضیات موقعیتی است که به هنگام حل مسئله اتفاق می‌افتد، وضعیتی در انواع خاصی از مسائل ریاضی که افزایش‌های کوچک در اندازه مسئله (تعداد موارد داده‌ای یا پارامترهای عملیات) باعث افزایش‌های بسیار زیادی در زمان لازم جهت حل مسئله می‌گردد.